# Dunaújváros FC
A Dunaújváros FC egykori magyar bajnok labdarúgócsapat Dunaújvárosban. A 2009-ben megszűnt klub nevét a története során többször is megváltoztatták.

## Története
A csapat 1952-ben alakult Sztálin Vasmű Építők néven (később Sztálinvárosi Vasas), s egy év múlva be is mutatkozott az első osztályban, de 1954-ben kiesett, majd az első és második osztály között ingázott. 1961-ben Dunaújvárosi Kohász SE-re keresztelték. 1998-ban Dunaferr SE néven ismét az élvonalban játszott a csapat, ahol története legnagyobb sikerét 2000-ben érte el, miután bajnok lett. 2001-ben másodikként végzett,2003-ban kiesett az élvonalból. Összesen húsz idényt töltött a legmagasabb osztályban. A 2006-2007-es idényben Andics József és Piero Pini tulajdonos a feljutást tűzte ki célul, a csapat a szezon elején jól szerepelt, azonban félév előtt Pini kilépett, így a klubnak a téli szünetben meg kellett válnia légiósaitól és drága játékosaitól, helyükre saját nevelésű fiatalok kerültek. 2007 novemberében a csapatot üzemeltető Kft. olyan határozatot hozott, mely szerint pénzügyi okok miatt visszalép a bajnokságtól vagy eladja a csapatot. Végül sikerült megmenteni a csapatot, amely a 2008/2009-es bajnokságot is a másodosztályban kezdte, ott alsóházi helyen állt az őszi szezonban.A tavaszt már nem kezdte meg az egyesület, visszalépett a további küzdelmektől.
A Dunaferr csapata tartja a legnagyobb arányú győzelmet az NB I-ben, 1999.október 2-án a Szeged csapatát verte meg 9:0-ra. 

### Elnevezései
- 1952 - Sztálin Vasmű Építők
- 1953 - Sztálinvárosi Vasas
- 1961 - Dunaújvárosi Kohász SE
- 1998 - Dunaferr SE
- 2003 - Dunaújváros FC

## Sikerek
- NB I
  -  Bajnok (1): 1999-2000

## Nemzetközi kupaszereplés
| Szezon    | Esemény              | Forduló        | Ellenfél                | 1. mérk. | Visszav. | Össz. |
| --------- | -------------------- | -------------- | ----------------------- | -------- | -------- | ----- |
| 2000–2001 | UEFA-bajnokok ligája | Sel., 2. ford. | Hajduk Split            | 2–0      | 2–2      | 4–2   |
| 2000–2001 | UEFA-bajnokok ligája | Sel., 3. ford. | Rosenborg BK            | 2–2      | 1–2      | 3–4   |
| 2000–2001 | UEFA-kupa            | 1. forduló     | Feyenoord               | 0–1      | 1–3      | 1–4   |
| 2001–2002 | UEFA-kupa            | Selejtező      | Olimbiakósz Lefkoszíasz | 2–4      | 2–2      | 4–6   |

Összesítés
| Esemény              | M | Gy | D | V | Rg | Kg | Gk |
| -------------------- | - | -- | - | - | -- | -- | -- |
| UEFA-bajnokok ligája | 4 | 1  | 2 | 1 | 07 | 06 | +1 |
| UEFA-kupa            | 4 | 0  | 1 | 3 | 05 | 10 | –5 |
| Összesen             | 8 | 1  | 3 | 4 | 12 | 16 | –4 |

M = Lejátszott mérkőzések; Gy = Győzelmek; D = Döntetlenek; V = Vereségek; Lg = Lőtt gólok; Kg = Kapott gólok; Gk = Gólkülönbség

## Híres játékosok
* a félkövérrel írt játékosok rendelkeznek felnőtt válogatottsággal.
| - Senad Žerić - Dave Simpson - Almiro Lobo - Jegia Javruján - Eduard Hrnčár - Marek Penksa - Ryan Reece | - Ihor Nyicsenko - Bakó Béla - Balogh Tamás - Baranyi Miklós - Bükszegi Zoltán - Csehi Tibor - Éger László | - Hegedűs András - Kotász Antal - Kuti László - Lengyel Ferenc - Mészáros Norbert - Nagy János - Nagy Tamás | - Nikolov Balázs - Orosz Ferenc - Petry Zsolt - Rabóczki Balázs - Rósa Dénes - Rósa Henrik - Salamon Miklós | - Simon Attila - Sowunmi Thomas - Tököli Attila - Weimper István - Zavadszky Gábor - Zombori András - Zsinka János |

## Edzők
- Ember József (1952)[2]
- Orczifalvi István (1953–1954)[3]
- Moór Ede (1955)[4]
- Turay András (1956)
- Borbély Tibor (1957)[5]
- Horváth Pál (1957)
- Ember József (1958)[6]
- Ullmann István (1959–1960)
- Lennert Ferenc (1960–1963)
- Borbély Tibor (1964)[7]
- Jávor Pál (1965)[8]
- Marosvári Béla (1966–1967)[9]
- Palicskó Tibor (1968–1969)[10]
- Szűcs Gyula (1970)[11]
- Fejes László (1970–1971)[12]
- Németh Gyula (1971–1973)[13]
- Palicskó Tibor (1973–1976)[14]
- Novák Dezső (1976–1980)[15]
- Varga László (1980)[16]
- Andriska Vilmos (1980–1981)[17]
- Palicskó Tibor (1981–1983)[18]
- Kovács András (1983–1987)[19]
- Török Péter (1987)[20]
- Puskás Lajos (1987–1988)[21]
- Vági István (1988–1989)[22]
- Jakab Elek (1989–1991)[23]
- Andriska Vilmos (1992–1993)[24]
- Tajti József (1993–1996)[25]
- Gálhidi György (1996–1998)[26]
- Furják László (1998)[27]
- Ebedli Ferenc (1998–1999)
- Egervári Sándor (1999–2002)
- Tornyi Barnabás (2002–2003)[28]
- Gálhidi György (2003)[29]
- Lengyel Ferenc (2003–2004)[30]
- Szepessy László (2004–2005)[31]
- Jakab Elek (2005–2006)[32]
- Ivan Katalinić (2006)[33]
- Jakab Elek (2006)
- Szepessy László (2007)[34]
- ifj. Albert Flórián (2007)[35]
- Szepessy László (2007–2008)[36]
- Nagy Tibor (2008)[37]
- Andriska Gábor (2009)